# La Laja, Jalisco
La Laja är en ort i Mexiko.   Den ligger i kommunen El Grullo och delstaten Jalisco, i den södra delen av landet, 500 km väster om huvudstaden Mexico City. La Laja ligger 923 meter över havet och antalet invånare är 454.
Terrängen runt La Laja är huvudsakligen kuperad, men åt sydost är den platt. La Laja ligger nere i en dal. Runt La Laja är det ganska tätbefolkat, med 60 invånare per kvadratkilometer. Närmaste större samhälle är El Grullo, 8,9 km sydost om La Laja. I omgivningarna runt La Laja växer huvudsakligen savannskog.